# ماهیچه راست رانی
ماهیچه راست رانی (انگلیسی: Rectus femoris muscle) یکی از ماهیچه‌های گروه چهار سر ران است. کارکرد آن خم کردن مفصل ران و بازکردن مفصل زانو است. این ماهیچه از تاکننده‌های اصلی ران بوده و امتداد خط کشش این ماهیچه کاملاً موازی با استخوان ران می‌باشد. 

خاستگاه: انتهای فوقانی این ماهیچه دارای دو سر است که یکی به خار خاصره‌ای قدامی تحتانی استخوان خاصره و دیگری به بخش خلفی فوقانی حفره حقه‌ای متصل می‌شود.
انتها: به بخش فوقانی استخوان کشگک زانو از طریق وتر کشگکی به برجستگی درشت‌نئی متصل می‌شود.

نحوه تقویت: 
عضله راست رانی را می توان با انجام تمرینات مختلف خم کردن مفصل ران یا باز کردن مفصل زانو، در مقابل نیروی مقاوم خارجی، تقویت کرد. انجام حرکاتی مانند نشستن برخاستن روی صندلی مفید میباشد.
نکته:
کوتاهی این ماهیچه، استخوان خاصره‌ای را به پایین و جلو می‌چرخاند که عضلات شکم و کشش مداوم عضلات تاکننده ران، لگن خاصره‌ای به طرف جلو و پایین گردش می‌کند و انحنای عمیقی در ناحیه کمر ایجاد می‌شود که می‌تواند موجب بروز دردهای کمر گردد.
نحوه کشش: این عضله را می توان از طریق خم کردن کامل مفصل زانو و همراه با آن باز کردن مفصل ران؛ در حالت خوابیده به شکم یا ایستاده تک پا ، تحت کشش قرار داد.